# Canova (Nuevo México)
Canova es un lugar designado por el censo ubicado en el condado de Río Arriba en el estado estadounidense de Nuevo México. En el Censo de 2010 tenía una población de 118 habitantes y una densidad poblacional de 52,73 personas por km².

## Geografía
Canova se encuentra ubicado en las coordenadas 36°10′4″N 105°59′20″O / 36.16778, -105.98889. Según la Oficina del Censo de los Estados Unidos, Canova tiene una superficie total de 2.24 km², de la cual 2.19 km² corresponden a tierra firme y (2.2%) 0.05 km² es agua.

## Demografía
Según el censo de 2010, había 118 personas residiendo en Canova. La densidad de población era de 52,73 hab./km². De los 118 habitantes, Canova estaba compuesto por el 83.05% blancos, el 0% eran afroamericanos, el 5.93% eran amerindios, el 0.85% eran asiáticos, el 0% eran isleños del Pacífico, el 10.17% eran de otras razas y el 0% pertenecían a dos o más razas. Del total de la población el 76.27% eran hispanos o latinos de cualquier raza.